# Lucas Blondel
Lucas Blondel (ur. 14 września 1996 w Buenos Aires) – szwajcarski piłkarz pochodzenia argentyńskiego występujący na pozycji prawego obrońcy, reprezentant Szwajcarii, od 2023 roku zawodnik Boca Juniors.
Jego ojciec pochodzi ze Szwajcarii, a matka z Argentyny.